# Beetle Rock Center
Le Beetle Rock Center est un centre de sensibilisation à la nature dans le comté de Tulare, en Californie, dans le sud-ouest des États-Unis. Situé dans la Giant Forest du parc national de Sequoia, l'édifice qui l'accueille est une propriété contributrice au district historique de Giant Forest Village-Camp Kaweah, un district historique inscrit au Registre national des lieux historiques depuis le 22 mai 1978.